# Curtiss SB2C Helldiver
El Curtiss SB2C Helldiver, també conegut com l'A-25 Shrike a les Forces Aèries de l'Exèrcit dels Estats Units, va ser un bombarder en picat desenvolupat per Curtiss-Wright durant la Segona Guerra Mundial. Com a bombarder amb portaavions amb la Marina dels Estats Units d'Amèrica, als teatres del Pacífic, va complementar i substituir el Douglas SBD Dauntless. Hi ha uns quants supervivents.